# Santa Maria di Gesù (Palermo)
Santa Maria di Gesù (Santa Maria ri Gesù in dialetto palermitano) è una località o borgata del comune di Palermo, ubicata ai piedi del Monte Grifone, tra le altre borgate di Ciaculli e di Belmonte Chiavelli. Santa Maria di Gesù oggi, dopo la costruzione dell'autostrada per Catania negli anni settanta-ottanta, si trova all'ingresso della circonvallazione di Palermo. 
La borgata è storicamente connotata a Palermo per la presenza del cimitero e del convento omonimo, dove san Benedetto il Moro visse e morì. 
I principali assi viari sono: la via Santa Maria di Gesù, che si allarga fino dove una piazzetta dove negozi di fiori si affacciano su essa; la via Brasca che, collega la borgata con la Circonvallazione e l'ingresso all'Autostrada A19; infine la via Falsomiele conduce a Belmonte Chiavelli.
A Santa Maria di Gesù è ancora in uso la coltivazione degli agrumi, come i mandarini e i limoni, e di altre varietà di frutto, tipiche dell’ex Conca d’Oro.

## Storia

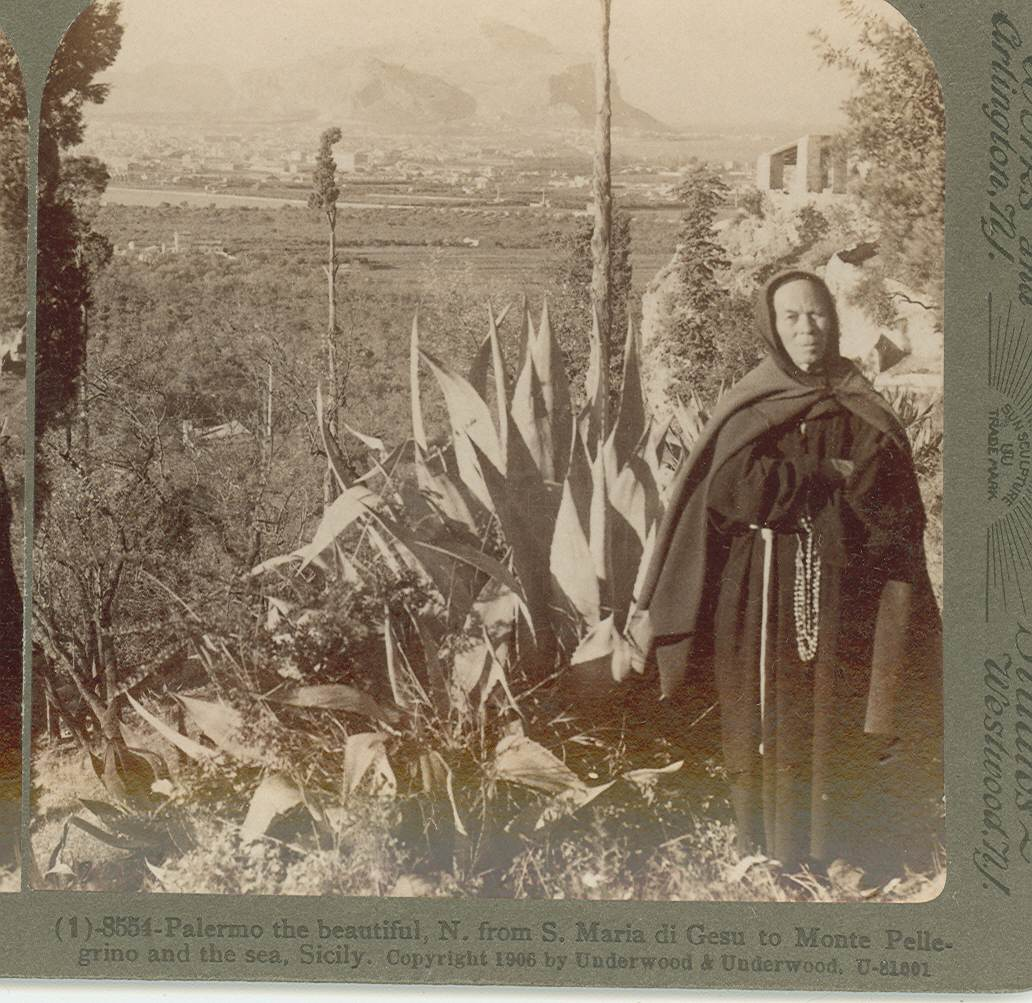
Frate del Convento di S. Maria di Gesù, 1906

Dopo l'elezione del convento (XV secolo), gli si affiancò un piccolo villaggio; lo sviluppo più significativo della borgata coincide con il Settecento, in seguito all'installazione dei frati francescani alle falde del Monte Orecchiuta e alla nascita di due aree di villeggiatura, promotrici dell'evoluzione delle borgate di Chiavelli-Santa Maria di Gesù.

## Convento di Santa Maria di Gesù

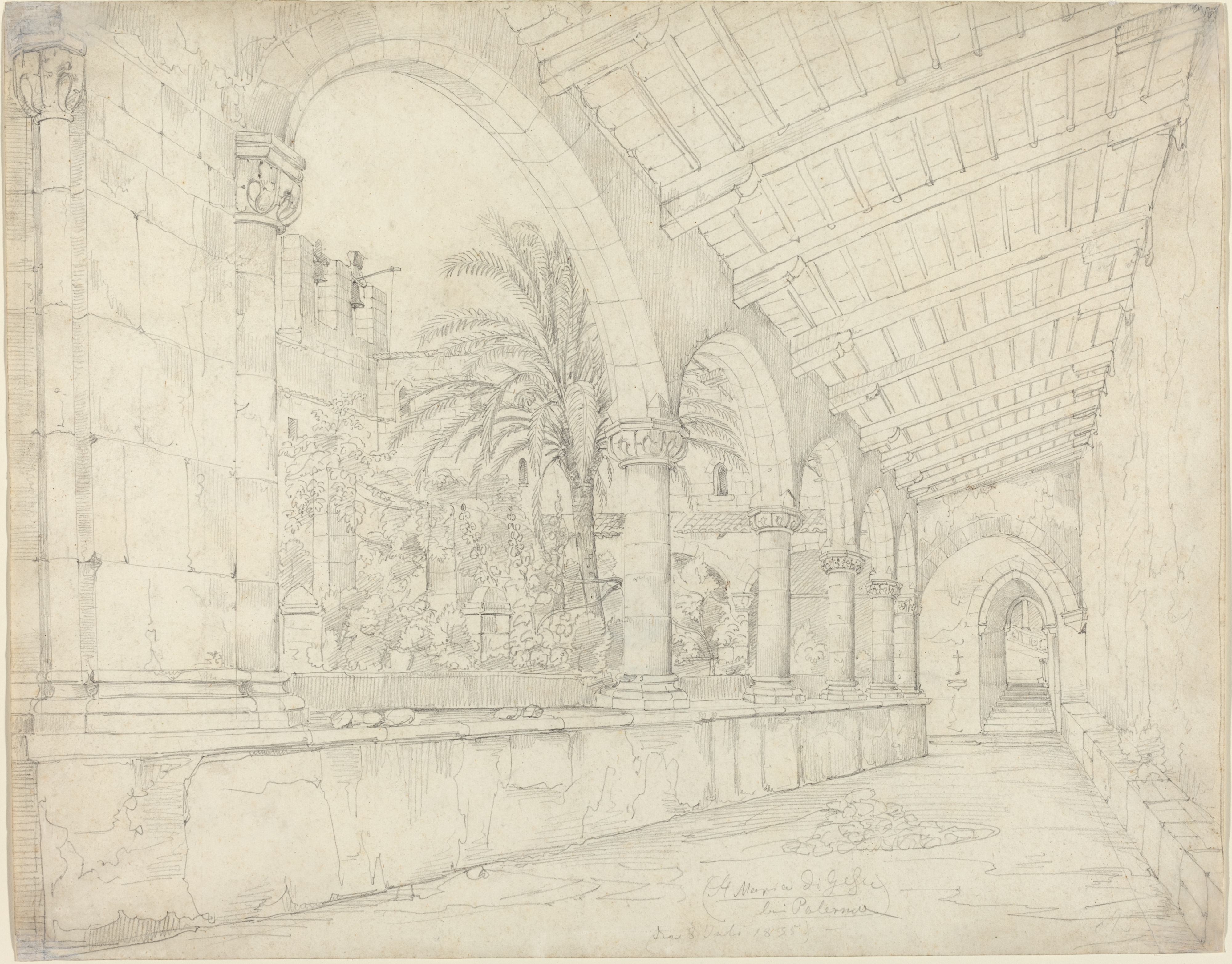
Chiostro del convento di Santa Maria di Gesù

Nella borgata, ai piedi del monte Grifone, ha sede l'omonimo convento dei frati Riformati, eretto nel 1426 dal beato Matteo Guimerà. A Santa Maria di Gesù, il 4 aprile 1589, morì San Benedetto il Moro, compatrono di Palermo, nativo di San Fratello in provincia di Messina, che svolse qui l'ultima parte della sua vita da eremita. Il convento è collocato su un belvedere costituito da vialetti alberati in posizione sopraelevata rispetto alla città di Palermo. Nella parte più alta della località si può ammirare l'albero di San Benedetto, con un maestoso tronco di oltre 500 anni di vita, un cipresso che, leggenda vuole, abbia piantato lo stesso santo conficcando un bastone tra le rocce.
Il 25 luglio 2023 la chiesa quattrocentesca è stata gravemente danneggiata da un incendio che ha interessato la vegetazione circostante; sono andati perduti il soffitto dipinto, il coro ligneo, l'organo a canne, la statua lignea quattrocentesca di Santa Maria di Gesù, una statua ottocentesca in legno della Vergine Assunta ed il relativo abito ricamato, dono della regina Maria Teresa d'Austria. Gravemente danneggiati anche i manufatti marmorei e i corpi di san Benedetto il Moro e del beato Matteo d'Agrigento..